# Задача Молинью
Задача Молинью — философский вопрос об определённом мысленном эксперименте. Можно кратко сформулировать задачу так: «Если человек, рождённый слепым, может на ощупь различать формы предметов, такие как сфера и куб, сможет ли он, получив способность видеть (но уже без помощи осязания), определить эти объекты только при помощи зрения, соотнеся их с имеющимся у него тактильным представлением?»
Согласно Стэнфордской философской энциклопедии, задача Молинью стала одним из самых плодотворных вопросов философии, напрямую и косвенно вдохновив многие как умозрительно-философские, так и экспериментальные исследования.

## Постановка вопроса
Изначально вопрос поставил ирландский натурфилософ Уильям Молинью (жена которого была слепа — впрочем, не от рождения) в 1688 году в письме Джону Локку. Тот изложил задачу в своём сочинении «Опыт о человеческом разумении», сделав её известной широкой публике. В изложении Локка вопрос выглядит так:

Предположим, человек родился слепым, вырос, и он научен различать на ощупь куб и сферу из одного и того же металла и примерно одного и того же размера, так что он может сказать, касаясь одного и другого предмета, который из них куб, а который — сфера. Предположим далее, что куб и сферу поместили на стол, и слепому придали способность видеть; спрашивается, сможет ли он теперь при помощи своего зрения, прежде чем он дотронется до них, различить их и сказать, который из них шар и который куб?
Оригинальный текст (англ.)Suppose a man born blind, and now adult, and taught by his touch to distinguish between a cube and a sphere of the same metal, and nighly of the same bigness, so as to tell, when he felt one and the other, which is the cube, which the sphere. Suppose then the cube and sphere placed on a table, and the blind man be made to see: quaere, whether by his sight, before he touched them, he could now distinguish and tell which is the globe, which the cube?

Оба мыслителя склонялись к тому, что вопрос имеет отрицательный ответ. Локк пишет:

Я согласен с ответом, даваемым на свою задачу самим же этим рассудительным джентльменом, которого с гордостью называю своим другом. Я тоже думаю, что слепой, прозрев, сразу не может сказать с достоверностью, где шар и где куб, если он только видит их, хотя бы он мог безошибочно назвать их при помощи осязания и верно различить благодаря ощущаемой разнице в форме.
Оригинальный текст (англ.)I agree with this thinking gentleman, whom I am proud to call my friend, in his answer to this problem; and am of the opinion that the blind man, at first, would not be able with certainty to say which was the globe, which the cube whilst he only saw them; though he could unerringly name them by his touch, and certainly distinguish them by the difference of their figures felt.

## Экспериментальное разрешение
Первые экспериментальные сведения по этой проблеме появились в 1728 году, когда У. Чеселден опубликовал отчёт об излечении слепого от рождения мальчика от катаракты. Чеселден писал, что после прозрения мальчик не знал формы предмета и не мог отличить одну вещь от другой, независимо от того насколько они отличались по форме и величине. Критики отчёта утверждали, что глаза мальчика могли ещё плохо функционировать после операции, а Чеселден мог задавать ему наводящие вопросы.
В 1950 году английский зоолог и нейрофизиолог Джон Захария Янг в своей радиолекции рассказывал, что когда одному человеку через неделю после прозрения показали апельсин, он сказал, что он золотой, а когда его спросили, какой формы этот предмет, он ответил: «Дайте мне потрогать его, и я скажу Вам!».
В 2007—2010 годах под руководством индийского учёного, преподавателя Массачусетского технологического института Павана Синхи были хирургическим путём излечены от врождённой слепоты (катаракта, помутнение роговицы) пятеро пациентов — детей и подростков от 8 до 17 лет. Выяснилось, что хотя прозревшие быстро учились сопоставлять зрительную и тактильную информацию, но в первое время после операции они не могли узнать, какой из предметов, которые они видят, они трогали только что. Тем самым ответ у задачи Молинью, по всей видимости, отрицательный.